# شهرستان گیاتسا
شهرستان گیاتسا (به لاتین: Gyaca County) یک منطقهٔ مسکونی در چین است که در لهوکا واقع شده‌است.